# Уилиам Галас
Уилиам Галас (на френски: William Gallas, [wiljam ɡalas]; роден на 17 август 1977 г. в Аниер сюр Сен, Франция) е френски футболист от гваделупски произход. Играе за английския Тотнъм Хотспър и националния отбор на страната си. Той е играл още за Кан, Олимпик Марсилия, Челси и Арсенал.